# Universidade Estadual de Kent

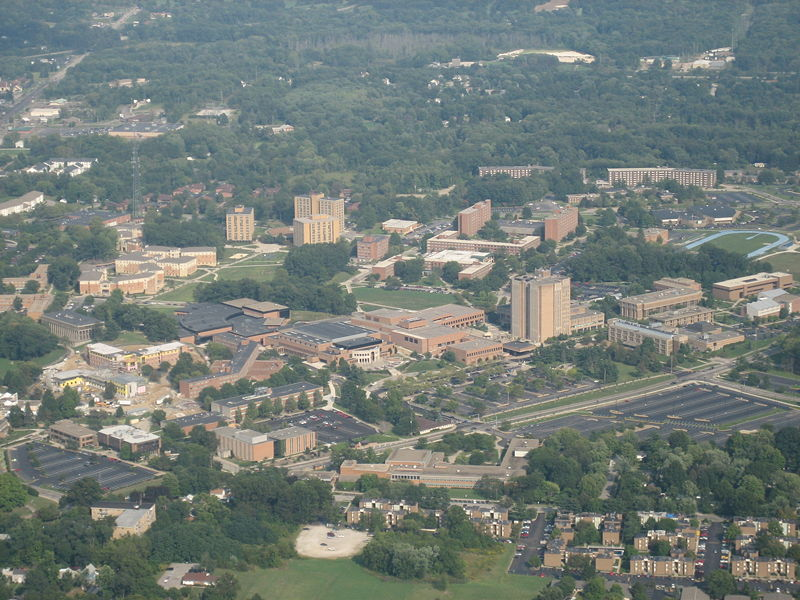
Vista aérea do campus de Kent State.

Universidade Estadual de Kent (en: Kent State University conhecida como Kent, Kent State e KSU) é uma das maiores universidades norte-americanas e a segunda maior do estado de Ohio. De suas tradições como uma das quatro maiores e mais antigas universidades de Ohio, a Kent se dedica à excelência do ensino e das pesquisas à serviço do povo.
Fundada em 1910, Kent fica situada na cidade homônima, em Ohio, Estados Unidos, a cerca de 60 km de Cleveland, 20 km a nordeste de Akron e 50 km a noroeste de Youngstown. Contando com mais de 34 mil estudantes habitando seus oito campus, a universidade é uma das maiores geradoras de emprego do estado.

## Os tiros de Kent State
A Universidade de Kent foi alvo da atenção da mídia internacional em 4 de maio de 1970, quando a Guarda Nacional de Ohio invadiu o campus e matou a tiros quatro de seus estudantes, ferindo mais nove, depois de dias de protestos estudantis contra a invasão do Cambodja durante a Guerra do Vietnã. A Guarda havia sido chamada a Kent após protestos dentro e fora de seu campus terem se tornado violentos, com distúrbios no centro da cidade e o incêndio de um edifício ligado a um programa das Forças Armadas voltado a universitários norte-americanos.
Conhecido como Os Tiros de Kent State, o fato causou o fechamento do campus da universidade e de vários outros por toda a nação, em protesto pela ação policial em Kent.